# نیسان استانزا

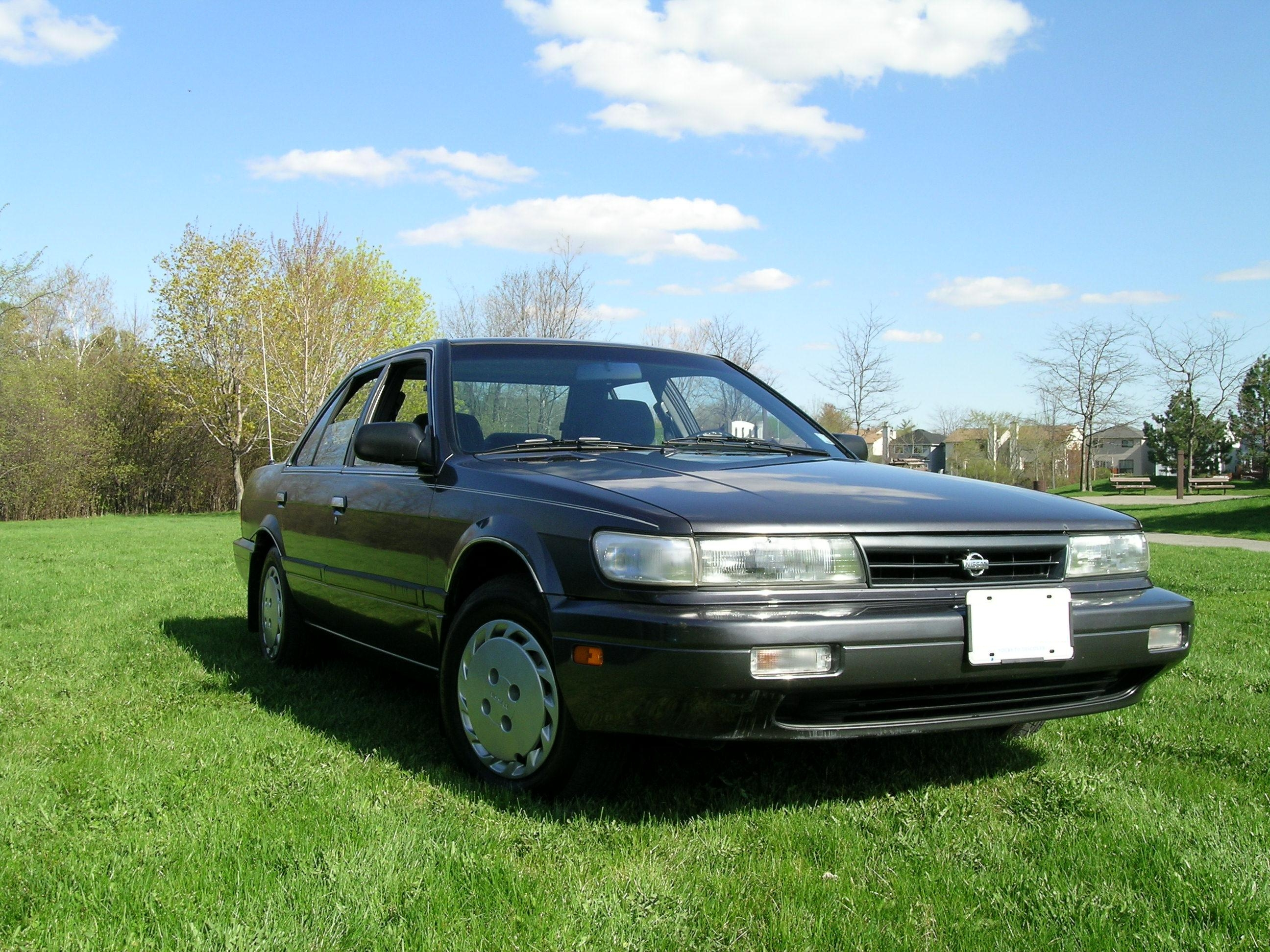
نیسان استانزا

نیسان استانزا (Nissan Stanza) برند ایرانی خودرویی است که در سال‌های ۱۹۷۷ تا ۱۹۹۲در ژاپن تولید شده‌است. 